# Claude-Ignace Franchet de Rans
Claude-Ignace François Xavier Alexis Franchet de Rans, né en 1722 à Besançon est un évêque catholique franc-comtois, évêque auxiliaire de Besançon en Franche-Comté de 1756 à sa mort en 1810.

## Biographie
Claude-Ignace Franchet de Rans est né d'une famille franc-comtoise originaire de Pontarlier, anoblie en 1552. Il est le fils de Charles-Ignace Esprit Franchet, seigneur de Rans, marquis de Franchet en 1745, conseiller au parlement de Franche-Comté, et de Jeanne de Masson d'Autume. Il est baptisé le 8 janvier 1722 dès le lendemain de sa naissance.
En 1745, à l'âge de 23 ans, il est reçu chanoine prébendé du chapitre métropolitain de Besançon, seigneur prébendier d'Audeux et Rans (prébende de Tarcenay dite Levert), en 1750 il est seigneur prébendier de Longepierre et La Chaux (prébende de Mont-lès-Salins). La même année 1745 il est nommé prieur commendataire du prieuré de Saint Pancrace les Fontaines, titre qu'il conservera jusqu'en 1756.
Après la mort en 1754 de Mgr Pierre-François Hugon, évêque auxiliaire de Besançon, évêque titulaire de Philadelphie-en-Arabie et vicaire général du diocèse, il est nommé en 1756 vicaire général du diocèse et le 23 mai de la même année évêque titulaire de Rosy en Syrie, suffragant de Besançon, par le cardinal de Choiseul. Il poursuit son ascension au sein de l'église diocésaine en devenant en mai 1763 grand trésorier du chapitre et abbé commendataire de l'abbaye de Balerne ; en 1769 il est nommé grand chantre, le 12 janvier 1774 grand archidiacre et enfin en juillet 1775 haut doyen du chapitre.
Après la Guerre de Dix Ans et la conquête de la Franche-Comté par Louis XIV, de nombreux édifices religieux sont détruits ou ruinés. Au XVIIIe siècle, la paix enfin retrouvée, un grand mouvement de reconstruction a lieu dans les villes et villages donnant lieu à l'essor du style baroque dans la région. On retrouve donc le nom de Monseigneur de Rans dans beaucoup d'églises de cette époque qu'il a consacrées comme l'église de Borey ou celle de Recologne.

### Pendant la Révolution
Suite la proclamation de la Constitution civile du clergé, Mgr de Rosy fait partie des prêtres insermentés, mais étant donné son grand âge (70 ans) il n'est pas emprisonné lors de la rafle des prêtres non jureurs du 24 août 1792. Il est toutefois expulsé du territoire français le 12 septembre 1792 et trouve refuge à Soleure en Suisse où avaient fui l'archevêque et le vicaire général de Chaffoy. Après le décès de Mgr de Durfort le 19 mars 1792 à Soleure, il devient administrateur du diocèse de Besançon comme son titre de Haut doyen du chapitre le lui accordait. Toutefois la charge effective en est assurée par l'évêque de Lausanne Bernard-Emmanuel de Lenzbourg qui la confie à un autre vicaire général de Mgr de Durfort, l'abbé de Chaffoy.
L'évêque de Rosy appose sa signature sur de nombreuses lettres écrites par les évêques français exilés à Soleure.

### Après la Révolution
Après le Concordat de 1801, il revient à Besançon. Lors de l'entrée officielle du nouvel archevêque Claude Le Coz, Mgr de Rans à la tête du clergé bisontin accueille le prélat porte d'Arènes accompagné du maire de Besançon Antoine Louis Daclin. Ayant rétabli le chapitre métropolitain qui avait été dissout le 18 novembre 1790 par l'assemblée départementale, Le Coz nomme Franchet de Rans chanoine honoraire. Toutefois Franchet qui ne partage pas les vues du nouvel archevêque, continue d'administrer le sacrement de confirmation dans le diocèse sans autorisation de l'évêque. Les autorités ne s'en inquiétèrent pas vu son âge avancé.
Mgr de Rans décède le 21 février 1810  à Besançon. Il est inhumé à Rans où sa famille possédait le château.

## Parenté
Claude-Ignace Franchet de Rans est l'oncle de l'abbé François-Marie Franchet de Rans né en 1769 qui était chanoine de la cathédrale et chambrier de l'archevêque de Besançon.

## Postérité
Claude-Ignace Franchet de Rans a laissé son nom à l'hôtel de la Palud à Besançon, qui fut appelé hôtel Franchet de Rans. Situé dans le quartier capitulaire de Besançon cet hôtel lui servit de résidence jusqu'à la Révolution.